# Legea
 (juillet 2024).
Legea est un équipementier sportif italien. L'entreprise a été créée en 1993 par Giovanni Acanfora, Emilia Acanfora, Luigi Acanfora.

## Quelques équipes dont Legea est l'équipementier
Liste non exhaustive

### Football
De nombreux clubs et équipes nationales à travers le monde, ont été équipées par Legea, notamment au cours des années 2010.

#### Clubs
- S.S. Turris Calcio (it) (Série C italienne)
- Associazione Calcio Savoia 1908

#### Équipe nationale
- Monténégro